# Jürgen Pohl

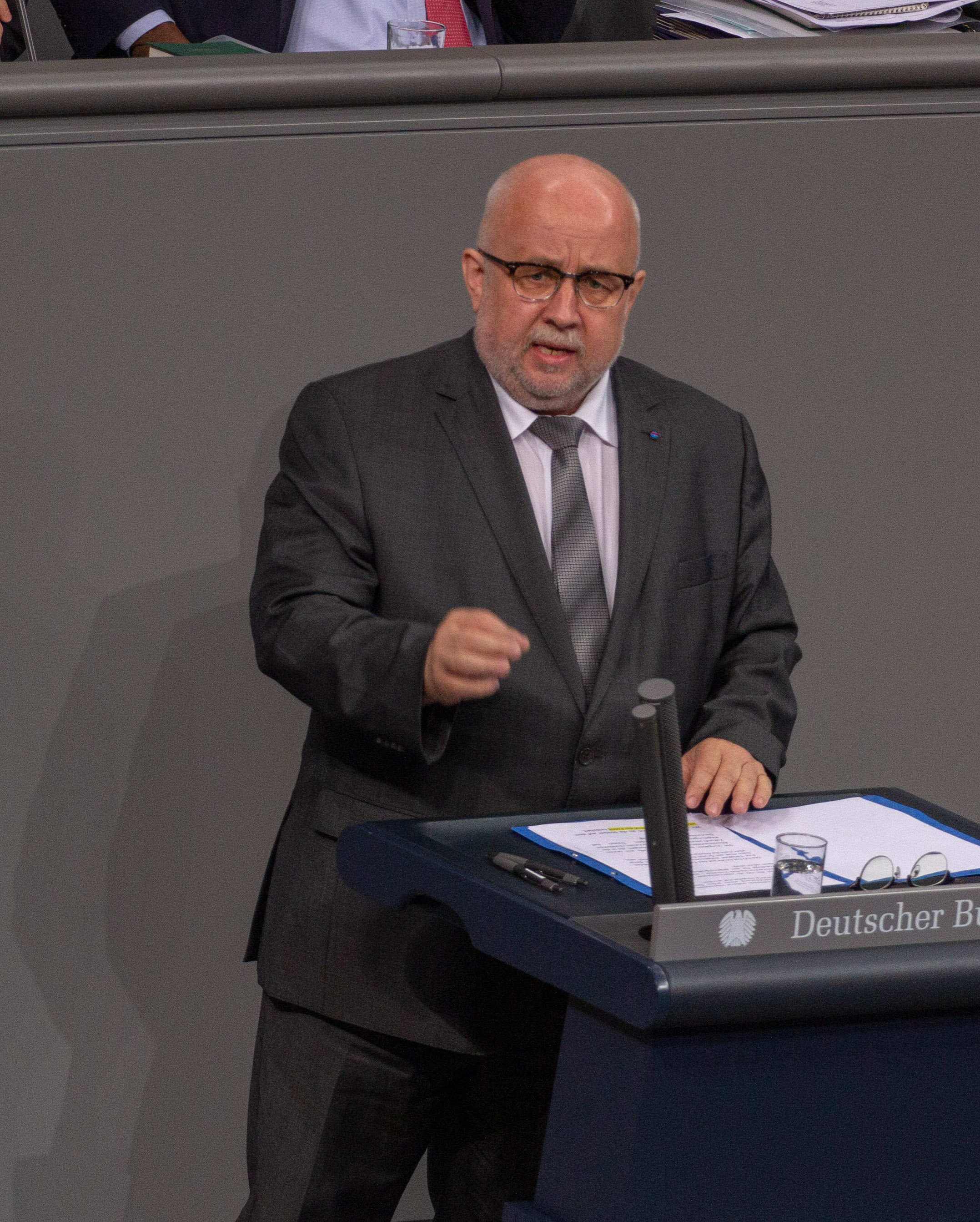
Jürgen Pohl.

Jürgen Pohl (nascido em 7 de janeiro de 1964) é um político alemão. Nascido em Magdeburg, Saxônia-Anhalt, ele representa a Alternativa para a Alemanha (AfD). Jürgen Pohl é membro do Bundestag do estado da Turíngia desde 2017.

## Vida
Ele tornou-se membro do bundestag após as eleições federais alemãs de 2017. É membro da Comissão de Trabalho e Assuntos Sociais.